# کبوتر میوه‌خوار نوارزرد
کبوتر میوه‌خوار نوارزرد (نام علمی: Ptilinopus solomonensis) گونه‌ای از پرندگان خانواده کبوتران است و در مجمع الجزایر بیسمارک و جزایر سلیمان یافت می‌شود. کبوتر میوه‌خوار گیلوینک (P. speciosus) در گذشته همنوع در نظر گرفته می‌شد، اما در سال ۲۰۲۱ توسط IOC به عنوان یک گونه متمایز تقسیم شد.
زیستگاه طبیعی این نوع کبوتر، جنگل‌های دشت نمناک نیمه‌گرمسیری یا گرمسیری است.